# Строменко Василь Іоанікійович
Василь Іоанікійович Строменко (березень 1880, село Солоне, Катеринославська губернія — листопад 1937, Одеса) — український археолог, музеєзнавець, учитель, художник, діяч катеринославської «Просвіти», учасник української революції 1917 — 1921 рр. Друг Дмитра Яворницького.

## Біографія
Народився Василь Строменко у березні 1880 року в селі Солоному (наразі смт Солоне Дніпропетровської обл.), в селянській родині Стромів. Навчався у Солоному і Катеринославі. Влітку 1900 р. поступив до Імператорського Строганівського художнього училища (Москва), яке закінчив у квітні 1903 р.. На той час в училищі викладав Д. Яворницький , з яким він і познайомився. Стосунки між Строменком та Яворницьким тривали близько 20 років, про що свідчить їх листування. Цей комплекс містить 90 листів і охоплює період з 1901 до 1917 рр. Захоплення В. Строменка історією, археологією, взагалі пам’ятками історії та культури відбулося під впливом Д. Яворницького. В період навчання, на літніх канікулах, В. Строменко починає займатися археологією, їздить в експедиції по рідному краю. На прохання Д. Яворницького історик-аматор їздив по церквах та монастирях, збираючи різні цікаві речі .
Вчений повністю довіряв юнакові, який неодноразово виконував його доручення у Катеринославі, Москві, Петербурзі та ін. містах.

## Робота в музеї
У лютому 1903 р. було розроблено Статут Катеринославського обласного музею ім. О. М. Поля, Строменка офіційно затверджують на посаді зберігача музею. На цій посаді попрацював до 30 листопада 1904 р. Разом з Д. Яворницьким, А. Синявським, С. Бродницьким, Я. Гололобовим, В. Куриловим та іншими діячами В. Строменко стояв біля витоків створення музею ім. О. Поля.
За проханням вченого В. Строменко виїжджав до Одеси, Херсона, Олександрівська та інших міст. В цьому його підтримували та допомагали місцеві збирачі, колекціонери чи просто шанувальники історії.
Ім’я В. Строменка неодноразово зустрічається на сторінках каталогів Катеринославського музею за 1905 та 1910 рр. та серед документації діловодчого архіву Дніпропетровського історичного музею . В результаті археологічних розкопів В. Строменка до музейного зібрання надійшла чимала кількість предметів з курганів на місці колишньої Чортомлицької Січі, а також предмети із випадкових розкопів в Катеринославській губернії. У 1903-1904 рр. до музейного зібрання надійшло кілька запорізький люльок та череп, які були знайдені на о. Томаківка, біля с. Красногригорівка Катеринославського повіту, фрагменти посуду — біля с. Солоне та с. Старі Кайдаки Катеринославського повіту . Серед надходжень дуже багато було картин, що значно поповнили пінакотеку музею.
Працював не тільки зберігачем але й екскурсоводом. Доклав чимало зусиль для виготовлення музейного обладнання. Зробив чимало роботи під час підготовки до проведення у Катеринославі ХІІІ Археологічного з'їзду. Збирав етнографічний та археологічний матеріали, а у селі Капулівка придбав чумацький віз .
Одночасно з музейною діяльністю В. Строменко брав активну участь в українському національному русі, завжди посідав активну громадянську позицію, співпрацював у Катеринославській «Просвіті», організовував шевченківські свята, опікувався долею кобзарів. 
В результаті боротьби, що точилася навколо керування музеєм, його штатів, структури, між В. Куриловим (головою Катеринославського наукового товариства) і Д. Яворницьким та А. Синявським з іншого боку, В. Строменко став жертвою цієї боротьби і змушений був залишити музей.
Строменка звинуватили у перевищені службових повноважень та непристойній, аморальній поведінці. Стверджували, що неодноразово Строменко приводив до музею вільних поглядів жінок, в результаті чого захворів на інфекційну хворобу .

## Життя після музею
Після звільнення Строменко повернувся до рідного Солоного, працював на батьковому господарстві. У 1909 р. Строменко вступив до юридичного факультету Московського університету. 1915 р. Строменко призвали до війська (йшла Перша світова війна). Служив в Одесі у 479 першій піхотній херсонській дружині, згодом — креслярем при штабі ІІІ-ї бригади; 1916-1917 рр. — при штабі оборони узбережжя.
Перебуваючи в Одесі Строменко був частим відвідувачем музею Одеського товариства історії та старожитностей. В Одеському музеї зберігались портрети запорожців братів Якова та Івана Шиянів. На прохання Д. Яворницького Строменко зробив копії цих портретів .

## Політична та революційна діяльність
Василь Строменко належав до Катеринославської селянської спілки; неодноразово був заарештований та висланий, сидів у в’язниці; відстоював національні інтереси, свободу української мови. Василь Іоанікійович брав активну участь в просвітницькому русі, підтримував стосунки з відомими діячами: В. Бідновим, А. Синявським, А. Кащенком, М. Міллером, Я. Новицьким, П. Чижевським, Ю. Цвітковським та ін.
У 1905 р. В. Строменко активно включився у політичну боротьбу, став один з активних діячів українського селянського руху, за що неодноразово (1906, 1907 1908 рр.) арештовувався і був ув’язнений.
Брав активну участь в українських змаганнях 1917 р., був членом Української Центральної Ради (1917 р.), голова земської губернської управи Катеринославщини (з 1917 по 1918 рр.). З 1918 р. під час наступу армії більшовиків евакуювався з українським урядом до Вінниці, а після на територію Західної України. В 1919 р. повернувся до Одеси після захоплення міста представниками Білої гвардії .
В 1930-ті рр. викладав в Одеському сільгосп інституті (лекції з економіки та сільськогосподарської статистики) під новим прізвищем — Стром (прізвище рідного діда). 1 листопада 1937 року «трійкою» НКВС він був засуджений до розстрілу. Реабілітований у 1957 році.

## Родина
Був двічі одружений. Від першої дружини (вчителька) у нього народився син Володимир в с. Солоне (приблизно 1907 р.). Він закінчив запорозький педагогічний технікум, письменник, журналіст, друкувався у часописах «Червоне Запоріжжя», «Селянське життя» та ін. Працював вчителем в с. Мокре на Запоріжжя. 16 січня 1936 році заарештований за «антирадянську агітацію». Був засуджений на 7 років і засланий до Сибіру. Після звільнення додому вже не повернувся. Працював у газеті «Магаданська правда» . Реабілітований у 1992 році.
Від другого шлюбу у 1931 році у нього народилася донька Наталія (Наталія Василівна Олійник). Вона мешкає в Одесі .
Сестра — Марія Іоанікійовна Стром (Моцна). У 1910 році вийшла заміж за Євгена Феодосійовича Моцного-Сагайдаковського. У них народилася донька Ніна.